# Robert Folger Thorne
Robert Folger Thorne (* 13. Juli 1920 in Spring Lake, New Jersey; † 24. März 2015) war ein US-amerikanischer Botaniker. Sein offizielles botanisches Autorenkürzel lautet „Thorne“.

## Leben
Thorne war im Zweiten Weltkrieg Bomberpilot einer Consolidated B-24. Während einer Mission über Österreich wurde sein Flugzeug angeschossen, es gelang Thorne aber, sein Flugzeug bis Vis, damals die einzige von Partisanen gehaltene Insel in Dalmatien (heute Kroatien), zu navigieren. Nach seiner Rückkehr nach Italien flog er noch 29 weitere Einsätze bis zu seinem Rückzug.
Während seines Besuches am Dartmouth College besuchte er einige naturwissenschaftliche Kurse, wobei sein Interesse an der Botanik erwachte. Er verwarf seine Pläne für ein sprachwissenschaftliches Studium und begann sein Studium der Botanik, er erwarb 1942 seinen Master of Science und 1949 seinen Doktor an der Cornell University.
Im Anschluss verbrachte er dreizehn Jahre an der University of Iowa, wo er ab 1950 William Arthur Anderson folgte und als Leiter der Gefäßpflanzenabteilung des Ada-Hayden-Herbariums tätig war, dessen Bestand er 1952 auf rund 143.000 Stücke schätzte und das er bis 1962, als er die Universität verließ, um rund 27.000 Stücke vergrößert hatte.
Anschließend übernahm Thorne die Leitung des Botanischen Gartens von Rancho Santa Ana und reiste durch Australien, Neuguinea und Mexiko. 1992 trat Thorne als Autor eines großen taxonomischen Entwurfs hervor, den er 2000 noch einmal aktualisierte. Seine Systematik fand allerdings nur in den USA eine gewisse Verbreitung.

## Werke (Auswahl)
- Mit Earl W. Lathrop: Flora of the Santa Ana Mountains.
- Mit Earl W. Lathrop: Flora of the Santa Rosa Plateau.
- Mit James Henrickson und Barry A. Prigge: Flora of the Higher Ranges of the Eastern Mojave.
- Flora of Santa Catalina Island.
- Classification and geography of flowering plants. In: Botanical Review. Band 58, 1992, S. 225–348.
- An updated phylogenetic classification of the flowering plants. In: Aliso. Band 13, 1992, S. 365–389.
- The classification and geography of the flowering plants: dicotyledons of the class Angiospermae. In: Botanical Review. Band 66, 2000, S. 441–647.

## Nachweise
- Biographische Daten auf der Site California Plant Names: Latin and Greek Meanings and Derivations A Dictionary of Botanical Etymology, Stichwort thorneri